# Vollsjö
Vollsjö ist ein Ort (Tätort) in der schwedischen Provinz Skåne län und der historischen Provinz (landskap) Schonen. Der Ort liegt in der Gemeinde Sjöbo, knapp 30 Kilometer nördlich von Ystad.

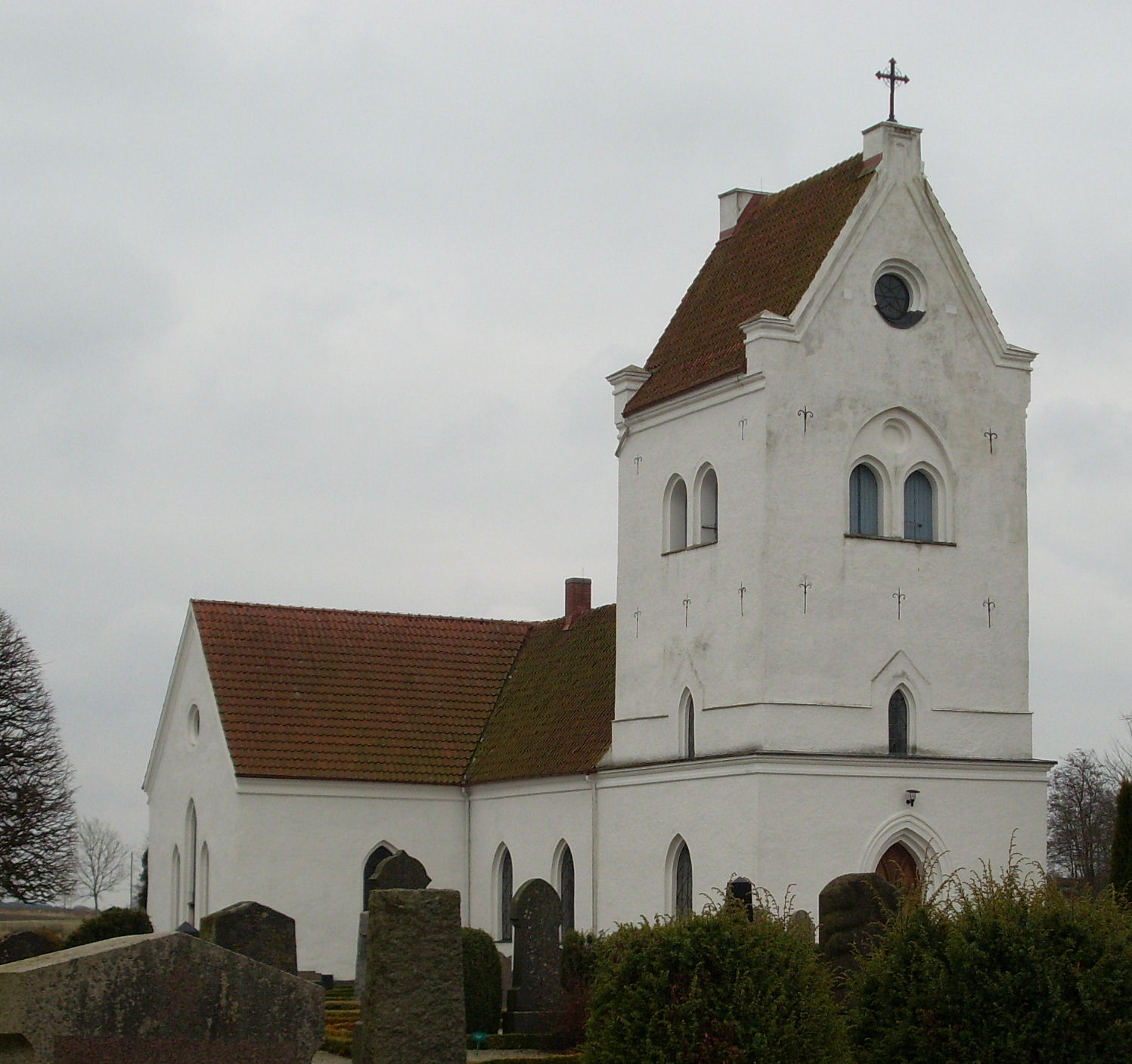
Vollsjö kyrka

2015 wurde das etwas separat an der Straße in Richtung Sjöbo zu beiden Seiten des Flusses Vollsjöån, eines Zuflusses des Kävlingeån, liegende ursprüngliche Kirchdorf Vollsjö kyrkby vom Statistiska centralbyrån als eigenständiger Småort ausgewiesen.
Vollsjö lag an der 1866 eröffneten und 1941 verstaatlichen Eisenbahnstrecke zwischen Ystad und Eslöv (Ystad–Eslöv Järnväg), die jedoch auf dem am Ort vorbeiführenden Abschnitt Tomelilla–Eslöv nur bis 1975 für den Güterverkehr sowie bis 1981 für den Personenverkehr genutzt und 1983 offiziell stillgelegt wurde.

## Söhne und Töchter
- Edvard Björnsson (1878–1951), Politiker
- Fritiof Nilsson Piraten (1895–1972), Schriftsteller
- Jan Raneke (1914–2007), Künstler
- Torsten Björck (1915–2006), Diplomat
- Mats Lilienberg (* 1969), Fußballspieler